# Nino Nutrizio
Nino Nutrizio (ur. 11 lutego 1911 w Trogirze, zm. 20 kwietnia 1988 we Florencji) – włoski dziennikarz, mający epizod na stanowisku trenera Interu Mediolan w 1947 roku.